# Nasimi Aghayev

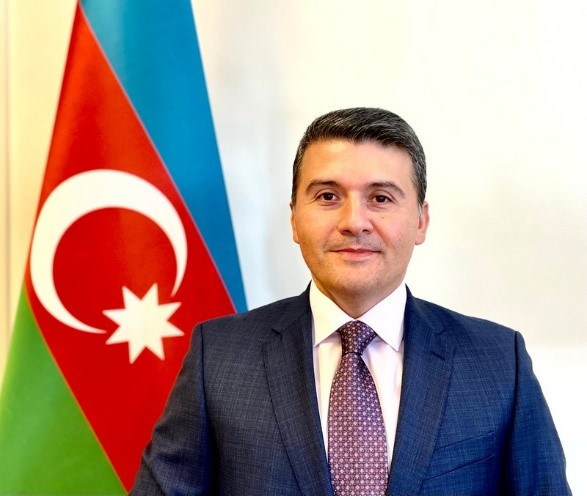
Nasimi Aghayev, Botschafter der Republik Aserbaidschan in Deutschland

Nasimi Aghayev, mit vollem Namen Nasimi Mahammadali oglu Aghayev (* 7. Juni 1979 in Aserbaidschan), ist ein aserbaidschanischer Diplomat und seit dem 27. September 2022 außerordentlicher und bevollmächtigter Botschafter der Republik Aserbaidschan in der Bundesrepublik Deutschland.

## Leben und Ausbildung
Nasimi Aghayev wurde 1979 in Aserbaidschan geboren. Er absolvierte sein Studium der Internationalen Beziehungen und des Völkerrechts an der Staatlichen Universität Baku und schloss dieses mit einem Bachelor (1999) und einem Magister (2001) ab.
Im Jahr 2000 absolvierte er einen Spezialkurs zu Europäischen Studien an der Diplomatischen Akademie Wien in Österreich. Von 2003 bis 2005 erwarb er den Titel „Magister des Europäischen Rechts“ (LL.M.Eur.) am Europa-Institut der Universität des Saarlandes in Deutschland.
Zwischen 2008 und 2009 führte er wissenschaftliche Forschungen am Zentrum für Europäische, Russische und Eurasische Studien der Universität Toronto in Kanada durch.

## Diplomatische Laufbahn
Aghayev begann seine Karriere im diplomatischen Dienst der Republik Aserbaidschan im Jahr 1999 und hat seitdem verschiedene Positionen sowohl im Außenministerium als auch in diplomatischen Vertretungen Aserbaidschans im Ausland innegehabt. Seine erste Rolle übernahm er von 1999 bis 2000 als Referent und Attaché in der Abteilung für Europa, die Vereinigten Staaten und Kanada im Außenministerium der Republik Aserbaidschan. Anschließend war er von 2000 bis 2003 als Attaché und Dritter Sekretär an der Botschaft der Republik Aserbaidschan in Österreich tätig.
Im Jahr 2005 kehrte Aghayev ins Außenministerium zurück, wo er als Dritter Sekretär in der Ersten (West) Territorialen Abteilung arbeitete. Von 2005 bis 2008 diente er dann als Dritter und später als Zweiter Sekretär an der Botschaft der Republik Aserbaidschan in Deutschland. Nach seiner Rückkehr ins Außenministerium von 2008 bis 2010 stieg er dort zum Zweiten und später zum Ersten Sekretär in der Ersten (West) Territorialen Abteilung auf.
Von 2010 bis 2012 war Aghayev als Erster Sekretär und Botschaftsrat an der Botschaft der Republik Aserbaidschan in den Vereinigten Staaten tätig. Danach übernahm er von 2012 bis 2022 die Position des Generalkonsuls der Republik Aserbaidschan in Los Angeles, Vereinigte Staaten, mit einem Konsularbezirk, der 13 westliche Bundesstaaten abdeckte. Von 2017 bis 2022 war Aghayev Doyen des Konsularcorps von Los Angeles, das als eines der größten Konsularkorps der Welt gilt, mit fast 100 Staaten.
Seit 2022 bekleidet Aghayev das Amt des Außerordentlichen und Bevollmächtigten Botschafters der Republik Aserbaidschan in der Bundesrepublik Deutschland. Seine Ernennung zum Botschafter erfolgte durch ein Dekret des Präsidenten der Republik Aserbaidschan, Ilham Aliyev, am 19. August 2022.

## Veröffentlichungen
Aghayev ist Mitglied des Redaktionellen Beirats von Baku Dialogues, einer englischsprachigen vierteljährlich erscheinenden, von Experten begutachteten akademischen Zeitschrift, die von der ADA University publiziert wird und sich auf politische Perspektiven in Bezug auf die Seidenstraße und ihre geopolitische, wirtschaftliche und kulturelle Bedeutung konzentriert.
Er war Chefredakteur der Caucasian Review of International Affairs und schrieb ein Buch über „Humanitäre Intervention und Völkerrecht: der NATO-Einsatz im Kosovo“, das 2007 auf Deutsch veröffentlicht wurde.

## Sprachkenntnisse
Nasimi Aghayev spricht neben seiner Muttersprache Aserbaidschanisch mehrere Fremdsprachen, darunter Englisch, Deutsch, Russisch, Französisch, Spanisch und Türkisch.

## Privatleben
Er ist verheiratet und hat drei Kinder.